# غلوخي دو
غلوهي دو (Глухи До) هي قرية في مقاطعة بار في منتينيغرو. وعدد سكانها 176 نسمة (2003).